# District de Chuanhui
Le district de Chuanhui (川汇区 ; pinyin : Chuānhuì Qū) est une subdivision administrative de la province du Henan en Chine. Il est placé sous la juridiction de la ville-préfecture de Zhoukou.